# Swabi (distrikt)

Karta över Nordvästra gränsprovinsen med distriktet med Swabi markerat i gult..

Swabi (pashto: صوابی, urdu: صوابی) är ett distrikt i pakistanska provinsen Nordvästra gränsprovinsen. Distriktet har 1 083 000 invånare.

## Administrativ indelning
Distriktet är indelat i tre Tehsil.
- Lahor Tehsil
- Swabi Tehsil
- Topi Tehsil